# Pilea killipiana
Pilea killipiana là loài thực vật có hoa trong họ Tầm ma. Loài này được Standl. & Steyerm. miêu tả khoa học đầu tiên năm 1952.